# Реунов, Константин Валентинович
Константин "Винни" Валентинович Реунов (1963) — украинский художник, представитель  Новой украинской волны.

## Биография
Совместно с Олегом Тистолом  создал в Киеве арт-группу «Волевая грань национального постэклектизма». В 1988 году уехал с Олегом Тистолом, Мариной Скугаревой и Яной Быстровой в Москву и до 1990 года они вместе работали в сквоте «Фурманный переулок». С 1991 по 1992 год выступал директором и куратором московской Галереи в Трехпрудном переулке (совместно с Авдеем Тер-Оганьяном). Живёт и работает в Лондоне.

## Персональные выставки
- 1991 — «Форма и содержание».  (совм. с А. Тер-Оганьяном, куратор — А. Ковалёв). Галерея в Трёхпрудном переулке, Москва.
- 1991 — «Выставка-продажа» (совм. с А. Тер-Оганьяном). Галерея в Трёхпрудном переулке, Москва.
- 1991 — «Милосердие» (совм. с А. Тер-Оганьяном). Галерея в Трёхпрудном переулке, Москва.